# Municipio de Sugar Creek (condado de Shelby)
El municipio de Sugar Creek (en inglés: Sugar Creek Township) es un municipio ubicado en el condado de Shelby en el estado estadounidense de Indiana. En el año 2010 tenía una población de 1086 habitantes y una densidad poblacional de 17,47 personas por km².

## Geografía
El municipio de Sugar Creek se encuentra ubicado en las coordenadas 39°33′59″N 85°54′41″O / 39.56639, -85.91139. Según la Oficina del Censo de los Estados Unidos, el municipio tiene una superficie total de 62.18 km², de la cual 61,9 km² corresponden a tierra firme y (0,45 %) 0,28 km² es agua.

## Demografía
Según el censo de 2010, había 1086 personas residiendo en el municipio de Sugar Creek. La densidad de población era de 17,47 hab./km². De los 1086 habitantes, el municipio de Sugar Creek estaba compuesto por el 98,34 % blancos, el 0,09 % eran asiáticos, el 0,46 % eran de otras razas y el 1,1 % eran de una mezcla de razas. Del total de la población el 1,29 % eran hispanos o latinos de cualquier raza.